# Robert G. Fowler, Trans-Continental Aviator
Robert G. Fowler, Trans-Continental Aviator è un cortometraggio muto del 1912. Il nome del regista non viene riportato nei credit del film prodotto dalla Champion Film Company di Mark M. Dintenfass che ha come protagonista l'aviatore Robert Grant Fowler (1884-1966) uno dei pionieri dell'aviazione e il primo a compiere la traversata dalla costa occidentale a quella orientale degli Stati Uniti.

## Produzione
Il film - che venne girato a San Francisco - fu prodotto dalla Champion Film Company, una compagnia indipendente che Dintenfass aveva fondato nel 1909, stabilendone gli studi a Fort Lee, nel New Jersey.

## Distribuzione
Distribuito dalla Motion Picture Distributors and Sales Company, il film uscì nelle sale cinematografiche USA il 12 febbraio 1912, quattro giorni dopo che Fowler era riuscito a compiere la storica impresa di attraversare gli Stati Uniti in volo coast to coast. Il 14 agosto dello stesso anno, il documentario venne distribuito anche nel Regno Unito dalla J.F. Brockliss con il titolo Robert Fowler, Aviator.
Nelle proiezioni, veniva programmato con il sistema dello split reel, accorpato in un'unica bobina con un altro cortometraggio prodotto dalla Champion, la commedia Mr. Piddle Rebels.